# Antonio de los Ríos Rosas
Antonio Sánchez del Río y López de la Rosa, que cambió sus apellidos por los de Antonio de los Ríos Rosas (Ronda, 16 de marzo de 1812-Madrid, 3 de noviembre de 1873) fue un orador, jurista y político español, presidente del Congreso de los Diputados durante las legislaturas de 1863-1864, 1865-1866 y 1872.

## Biografía
Hijo de un abogado y fiscal de Rentas del Tabaco y de los Pósitos, se licenció en Derecho por la Universidad de Granada. Ya miembro del Partido Moderado, accedió por vez primera a las Cortes Generales como diputado por la provincia de Málaga en 1836. Contrario a las maniobras del general Espartero durante la Regencia de María Cristina, se opuso frontalmente al mismo a partir de 1840. Con la caída del general y la mayoría de edad de Isabel II, fue nombrado miembro del Consejo Real.
Hacia 1845 Ríos Rosas casó con una sobrina de José María Conde Acosta, terrateniente agrícola y político conservador, alcalde de Córdoba entre el 6 de abril de 1844 y enero de 1846. En 1847 fue jefe político de la provincia y presidente de la Diputación Provincial entre el 2 de junio de 1847 al 22 de marzo de 1849. Su hermana Josefa Conde Acosta casó en 1822 con Juan Nepomuceno García-Hidalgo, jefe político de Badajoz en 1850 y alcalde de Azuaga en 1857. Del matrimonio nació Josefa García-Hidalgo Conde, casada con Antonio de los Ríos Rosas.

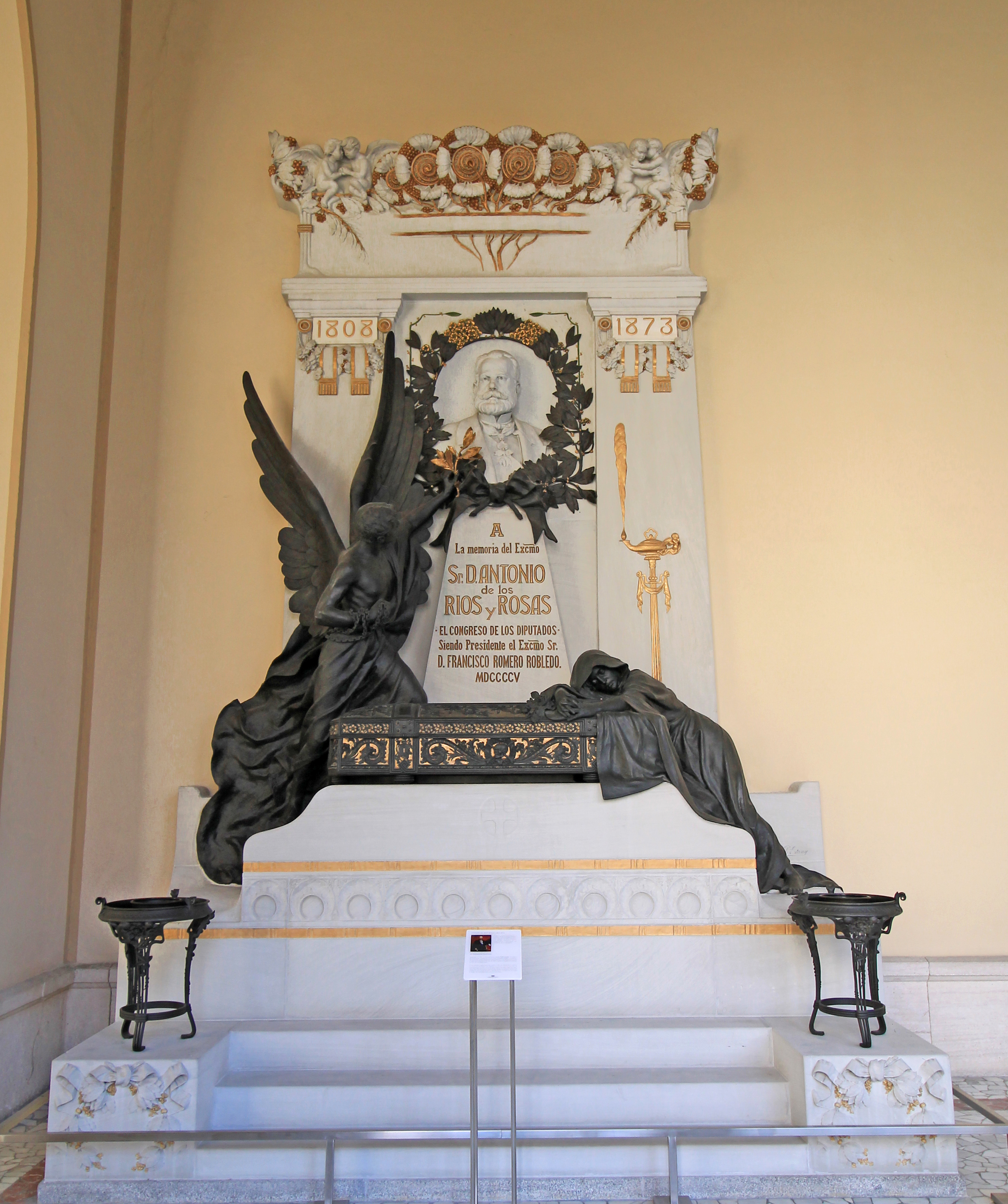
Mausoleo de Ríos Rosas en Madrid (Pedro Estany, 1905).

A lo largo de los años evolucionó hacia posiciones menos absolutistas y más proclives hacia un moderantismo democrático, oponiéndose a Narváez en la Década Moderada, si bien también se opuso firmemente a las modificaciones constitucionales que se proponían desde el Gobierno del Bienio Progresista, más próximo a la vieja doctrina de la soberanía compartida entre la Corona y las Cortes. Con la llegada de Leopoldo O'Donnell al poder en los gobiernos de la Unión Liberal, se le encargó la redacción del Acta Adicional para hacer más liberal la restaurada Constitución de 1845 y fue nombrado ministro de Gobernación el 14 de julio de 1856 en el primer gobierno, aunque cesó en octubre del mismo año. Jurista de gran prestigio, en 1852 ingresó en la Real Academia de Jurisprudencia y Legislación.
Posteriormente fue embajador de España en Roma y llevó el peso de las negociaciones para restablecer las relaciones diplomáticas con la Santa Sede y poner de nuevo en vigor el Concordato de 1851. A partir de 1861 se va separando de la línea de O'Donnell y en 1863 es elegido presidente del Congreso de los Diputados en los momentos más críticos de la Unión Liberal, ingresando en la Real Academia Española y siendo elegido presidente del Ateneo de Madrid. Durante dos años es desterrado por Narváez en Canarias.
Tras la caída de la monarquía, durante el Sexenio Democrático fue elegido miembro del Consejo de Estado y se mantuvo dentro de los moderados alejado de las tentaciones republicanas y apoyó la elección de Amadeo de Saboya como rey de España. Pero el fracaso de esta experiencia y el advenimiento de la Primera República le acercaron a las tesis de Emilio Castelar (republicanismo unitario) frente a las de Pi y Margall (republicanismo federal), mucho más radicales; aunque discrepaba de aquel en las cuestiones religiosas. Murió en Madrid sin apenas recursos.